# 御所千度参り
御所千度参り（ごしょせんどまいり）は、天明7年6月7日 （1787年7月21日）に発生した、京都御所の周囲を多数の人々が廻り、千度参りをした事件。
この御所千度参りは、天明7年6月7日頃から始まった。初めは数人だったが、その数は段々増えて行き、6月10日には3万人に達し、6月18日頃には7万人に達したという。御所千度参りに集まった人々は、京都やその周辺のみならず、河内や近江、大坂などから来た者もいたという。
京都は人であふれ、後桜町上皇からは3万個のリンゴ（日本で古くから栽培されている、和りんご）が配られた。他にも、有栖川宮や一条家などでは茶が、九条家や鷹司家からは握り飯が配られた。
光格天皇がこの事態を憂慮し、京都所司代を通じて、江戸幕府に飢饉に苦しむ民衆救済を要求する。これは、禁中並公家諸法度に対する明白な違反行為であった。そのため、天皇の叔父でもある関白鷹司輔平も厳罰を覚悟して、同様の申し入れを行った。これに対して、幕府は米1,500俵を京都市民へ放出することを決定、法度違反に関しては事態の深刻さから、天皇や関白が行動を起こしたのももっともな事であるとして不問とした。
この背景には、天明の大飢饉や、同年4月に徳川家斉が将軍に就任した事から徳政を求める意味もあったと思われる。また、朝廷の行動が実際の救済行動に結びついたことで、尊王論の興隆の一因となった。